# So Dear to My Heart

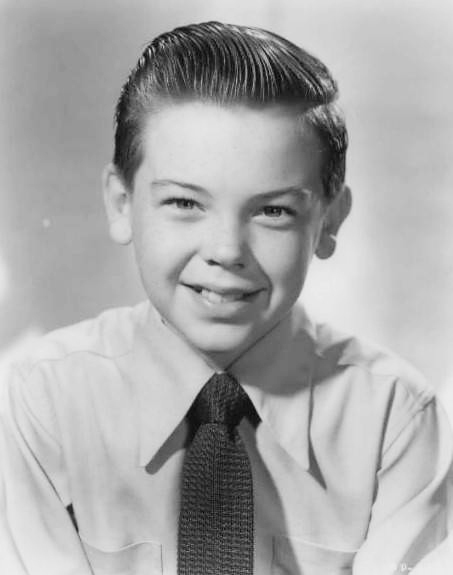
A carreira de Bobby Driscoll (aqui em foto de 1950) não chegou a sua adolescência. Sem chances em Hollywood, envolveu-se com drogas e foi preso várias vezes. Em 1968, foi encontrado morto em um prédio abandonado de Nova Iorque. Enterrado como indigente, seu corpo foi identificado somente um ano depois.

So Dear to My Heart (Brasil: Meu Querido Carneirinho) é um filme estadunidense de 1948, do gênero drama familiar, dirigido por Harold D. Schuster e estrelado por Bobby Driscoll e Luana Patten.

## A produção
Produzido pelos Estúdios Disney, o filme tem alguns pontos de contato com Song of the South: além de dividirem nomes do elenco, ambos são ambientados em paisagens rurais e misturam cenas com seres humanos e outras com cartoons. So Dear to My Heart, entretanto, é o primeiro filme da Disney em que predomina a live action, isto é, cenas com seres de carne e osso, sejam elas humanas ou não. A animação está restrita às sequências, adicionadas mais tarde, com o álbum de recordações do protagonista. Além disso, o filme não tem a pecha de racista que pesa sobre Song of the South.
Situado em 1903, em uma fazenda de Indiana, o filme tem muito do encanto nostálgico proporcionado pelos anseios e peraltices próprios da infância.
A canção Lavender Blue, de Larry Morey e Eliot Daniel, foi indicada ao Oscar e tornou-se um grande sucesso popular, na voz de Burl Ives.

## Sinopse
Ovelha tem dois filhotes, um branco e um negro, que ela rejeita. Então, o pequeno órfão Jeremiah resolve criar a rejeitada, mas tem de enfrentar a feroz resistência da vovó. O conflito acaba por envolver todos os vizinhos, entre eles o aliado Tio Hiram, a amiga Tildy e um filósofo rural. Depois de muitas idas e vindas, Jeremiah leva o bichinho para uma competição nacional. Não consegue o grande prêmio, mas ganha algo muito mais valioso.

## Premiações
| Prêmio | Categoria              | Situação |
| ------ | ---------------------- | -------- |
| Oscar  | Melhor Canção Original | Indicado |

## Elenco
| Ator/Atriz         | Personagem                |
| ------------------ | ------------------------- |
| Bobby Driscoll     | Jeremiah Kincaid          |
| Luana Patten       | Tildy                     |
| Burl Ives          | Tio Hiram Douglas         |
| Beulah Bondi       | Vovó Kincaid              |
| Harry Carey        | Chefe dos juízes na Feira |
| Raymond Bond       | Pete Grundy               |
| Walter Soderling   | Vovô Meeker               |
| Matt Willis        | Senhor Burns              |
| Spelman B. Collins | Juiz                      |
| Bob Haymes         | Bob Haymes                |